# Recipe for Hate
Recipe for Hate es el séptimo álbum de la banda estadounidense de punk rock Bad Religion lanzado en 1993 a través de Epitaph.
Cuenta con la participación del vocalista de Pearl Jam Eddie Vedder, que canta algunas estrofas en la canción "Watch It Die". El álbum comienza con el tema que da título al mismo, "Recipe for Hate", canción que la banda suele tocar en sus conciertos.

## Lista de canciones
| N.º | Título                      | Escritor(es)             | Duración |  |
| 1.  | «Recipe for Hate»           | Graffin                  | 2:02     |  |
| 2.  | «Kerosene»                  | Gurewitz                 | 2:41     |  |
| 3.  | «American Jesus»            | Gurewitz/Graffin         | 3:17     |  |
| 4.  | «Portrait of Authority»     | Graffin                  | 2:44     |  |
| 5.  | «Man With a Mission»        | Gurewitz                 | 3:11     |  |
| 6.  | «All Good Soldiers»         | Gurewitz                 | 3:07     |  |
| 7.  | «Watch It Die»              | Graffin                  | 2:34     |  |
| 8.  | «Struck a Nerve»            | Graffin                  | 3:47     |  |
| 9.  | «My Poor Friend Me»         | Graffin                  | 2:42     |  |
| 10. | «Lookin' In»                | Graffin                  | 2:03     |  |
| 11. | «Don't Pray on Me»          | Gurewitz                 | 2:42     |  |
| 12. | «Modern Day Catastrophists» | Graffin                  | 2:46     |  |
| 13. | «Skyscraper»                | Gurewitz                 | 3:15     |  |
| 14. | «Stealth»                   | Bentley/Gurewitz/Schayer | 0:42     |  |

## Créditos
- Greg Graffin – cantante
- Brett Gurewitz – guitarra
- Greg Hetson – guitarra
- Jay Bentley – bajo
- Bobby Schayer – batería

- Datos: Q1447954